# Lochmorhynchus leoninus
Lochmorhynchus leoninus là một loài ruồi trong họ Asilidae. Lochmorhynchus leoninus được Artigas miêu tả năm 1970. Loài này phân bố ở vùng Tân nhiệt đới.